# Константин Иконом
Константин Иконом (на гръцки: Κωνσταντίνος Οικονόμος) е възрожденски духовник, първият историограф на Пловдив.

## Биография
Константин нарича себе си „пловдивчанин“ (φιλιππουπολίτης). Баща му Ангелис бил свещеник в станимашкото предградие Амбелино. Според Никос Икономидис Константин е роден там, а според Козма Апостолидис – в Пловдив, ок. 1760 г. Константин Моравенов сочи като негово родно място село (Горни или Долни) Воден, добавяйки, че родителите му били „от село Паная, дето нито гърци има, нито гръцки знаят да говорят“.
Константин завършва пловдивското Централно гръцко училище и впоследствие става главен учител там. (Сред неговите възпитаници е Константин Фотинов.) Ръкоположен е за свещеник от митрополит Кирил Пловдивски (1780-1808) и служи като протойерей в градската черква „Света Богородица“ (1792-1825).
Към 1814 г. поп Константин е назначен за иконом на Пловдивската митрополия. (Той е единственият известен носител на тази длъжност.) В качеството си на такъв вероятно придружава новоизбрания пловдивски владика при петмесечната му обиколка из епархията (1818) и по време на това пътуване описва тамошните селища и забележителности. Неговият „Наръчник на Пловдивската епархия или нейно описание" е отпечатан на гръцки език във Виена „с разноските на Негово Високопреосвещенство Пловдивския митрополит г-н г-н Паисий“ (1819) и преведен на български от Козма Апостолидис (1935). Тази книга съдържа първата написана от пловдивчанин история на града и включва издания на няколко филипополски надписа и монети от римско време.
Също на гръцки Константин съставя устав (кодекс) на пловдивския абаджийски еснаф (1817).
На 15 декември 1827 г., малко преди смъртта си, Константин прави завещание в полза на своите четири дъщери и трима сина. Един от тях, Николай (Николаки), на свой ред учителства в гръцкото главно училище на Пловдив и става протойерей в черквата „Свети Димитър“.

## Съчинения
- Εγχειρίδιον περί επαρχίας Φιλιππουπόλεως, ή, περιγραφή αυτής, συντεθείσα υπό του αιδεσιμολογιωτάτου οικονόμου κυρίου Κωνσταντίνου ιερέως φιλιππουπολίτου, εκδοθείσα δαπάνη του πανιερωτάτου αγίου Φιλιππουπόλεως κυρίου κυρίου Παϊσίου. Βιέννη της Αουστρίας, 1819
- Наръчник на Пловдивската епархия към нейното описание, съчинено от преподобния и малограмотен господин Константин иконом, свещеник пловдивски, и издадено с разноските на Негово високопреосвещенство пловдивския митрополит г-н Паисий във Виена, 1819 (прев. М. Апостолидис). – Известия на Българското географско дружество, 3, 1935, 187-205
- Наръчник за Филипополската епархия и нейното описание, съчинено от преподобния и многограмотен господин Константин иконом, свещеник филипополски, и издадено с разноските на Негово високопреосвещенство пловдивския митрополит г-н Паисий във Виена – Австрия, печатница на Димитър Давидович, 1819 (ред. М. Христемова). – Годишник на Регионален исторически музей Пловдив, 8, 2012, 17-38
- Данова, Н. България и българите в гръцката книжнина (XVII-средата на XIX век). С., 2016, 303-328 [нов превод на „Наръчник за Филипополската епархия“]

## Изследвания
- Οικονομίδου, Ν. Γ. Κωνσταντίνος Οικονόμος (σύντομοι γενεαλογικαί και βιογραφικαί σημειώσεις). – Θρακικά, 4, 1933, 207-216
- Христемова, М. За Константин Иконом и неговия „Наръчник на Филипополската епархия“. – Годишник на Регионален исторически музей Пловдив, 8, 2012, 9-16